# Elaphidion lanatum
Elaphidion lanatum es una especie de escarabajo longicornio del género Elaphidion, categorizada en la tribu Elaphidiini, de la subfamilia Cerambycinae. Fue descrita por Chevrolat en 1862.

## Descripción
Mide 13,9-20,2 mm de longitud.

## Distribución
Se distribuye por América: Bahamas, Cuba e Islas Caimán.